# Kenneth D. Ackerman
Kenneth D. Ackerman ist ein US-amerikanischer Rechtsanwalt und Autor mehrerer Biografien.

## Leben
Ackerman stammt aus Albany im Staat New York. Er studierte an der Brown University (Abschluss 1973) und dem Georgetown University Law Center (1976). Er lebt mit seiner Frau Karen in Falls Church, Virginia.

## Biografien
- Boss Tweed: The Corrupt Pol who Conceived the Soul of Modern New York
- Dark Horse: The Surprise Election and Political Murder of President James A. Garfield
- Young J. Edgar: Hoover and the Red Scare, 1919–1920
- The Gold Ring: Jim Fisk, Jay Gould, and Black Friday 1869
- Trotsky in New York, 1917: A Radical on the Eve of revolution